# 維斯帕
49°29′55″N 24°27′0″E / 49.49861°N 24.45000°E
維斯帕（烏克蘭語：Виспа），是烏克蘭西部的村莊，隸屬伊萬諾-弗蘭科夫斯克州的伊萬諾-弗蘭科夫斯克區。該村始建於1595年，面積12.5平方公里，2001年人口262，人口密度每平方公里21人。